# Ficus caulocarpa
Ficus caulocarpa är en mullbärsväxtart som beskrevs av Friedrich Anton Wilhelm Miquel. Ficus caulocarpa ingår i släktet fikonsläktet, och familjen mullbärsväxter. Inga underarter finns listade i Catalogue of Life.